# Flughafen Kaunas

i8
i11
i13
Der Flughafen Kaunas (lit. Kauno oro uostas, IATA-Code: KUN, ICAO-Code: EYKA) ist ein zentral in Litauen gelegener Flughafen nahe der Stadt Kaunas in Karmėlava. Als eine Filiale gehört er dem Staatsbetrieb VĮ Lietuvos oro uostai. Bis zum 1. Juli 2014 war der Flughafen ein eigenständiges Unternehmen (valstybės įmonė „Kauno aerouostas“).

## Geschichte
Der Flugbetrieb wurde 1988 vom Flugplatz Aleksotas hierher verlegt. Im Jahr 2008 wurde ein modernes Terminal eröffnet. Der Flughafen ist insbesondere für die große litauische Immigrantengemeinde in Großbritannien und Irland seit dem EU-Beitritt eine wichtige Verbindung in die Heimat. Er verfügt über die längste Start- und Landebahn in Litauen und moderne Leitsysteme.
Bis zu deren Bankrott im Jahr 2005  bzw. 2009 war Kaunas Heimatflughafen der Air Lithuania und der Apatas Air.

## Anfahrt
- PKW: Der Flughafen liegt 14 km nordöstlich des Stadtzentrums.
- Sammeltaxi: Linie 120
- Bus: Linie 29
- Expressbusse nach Vilnius, Riga und zu weiteren Städten

## Fluggesellschaften und Ziele

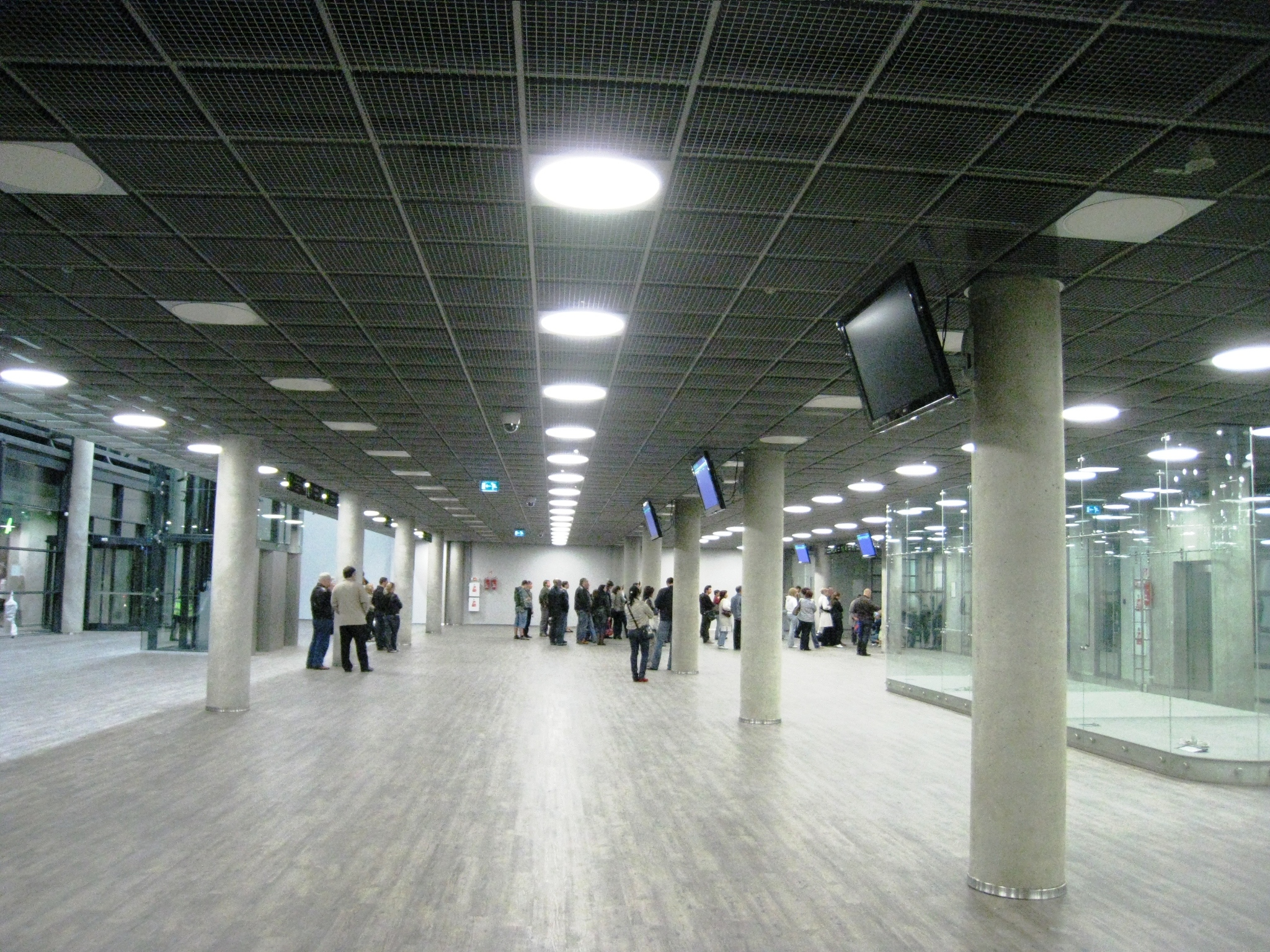
Terminal

Die irische Ryanair ist Hauptnutzer des Flughafens und fliegt zu verschiedenen europäischen Zielen sowie nach Zypern. Die Fluglinie betreibt am Flughafen Kaunas seit Mai 2010 eine Basis, derzeit sind dort zwei Flugzeuge stationiert. Auch Wizz Air fliegt Kaunas an.

## Verkehrszahlen
| Jahr | Passagiere | Flugbewegungen | Luftfracht (Tonnen) |
| ---- | ---------- | -------------- | ------------------- |
| 2021 | 487.532    | 6.891          | 5.083               |
| 2020 | 368.645    | 6.156          | 5.431               |
| 2019 | 1.160.591  | 9.888          | 3.196               |
| 2018 | 1.011.067  | 9.453          | 2.330               |
| 2017 | 1.186.081  | 11.732         | 3.293               |
| 2016 | 740.540    | 7.622          | 2.488               |
| 2015 | 747.273    | 7.438          | 4.704               |
| 2014 | 724.314    | 7.191          | 2.060               |
| 2013 | 695.509    | 7.312          | 2.112               |
| 2012 | 830.268    | 8.559          | 3.364               |
| 2011 | 872.579    | 9.168          | 4.222               |
| 2010 | 809.732    | 8.753          | 4.449               |
| 2009 | 456.698    | 6.027          | 2.119               |
| 2008 | 410.165    | 5.698          | 3.399               |
| 2007 | 390.881    | 6.089          | 6.816               |
| 2006 | 248.228    | 4.865          | 6.862               |
| 2005 | 77.350     | 4.611          | 4.308               |
| 2004 | 27.113     | 4.832          | 3.569               |
| 2003 | 21.732     | 4.077          | 6.673               |
| 2002 | 19.891     | 3.957          | 8.478               |
| 2001 | 20.137     | 4.409          | 9.517               |
| 2000 | 19.202     | 4.190          | 6.771               |